# Єфіменко В'ячеслав Миколайович
В'ячеслав Миколайович Єфіменко (нар. 3 серпня 1974, Ворошиловград, Українська РСР) — український футболіст, нападник.

## Кар'єра гравця
Народився у Ворошиловграді, проте дитинство провів в Армянську. Вихованець кримського футболу. Напередодні розпаду СРСР їздив на перегляд у московське «Динамо», проте команді не підійшов й повернувся до Армянська. Футбольну кар'єру розпочав у 1992 році в складі місцевого «Титану». За підсумками першого кола Другої ліги сезону 1995/96 років став найкращим бомбардиром чемпіонату, завдяки чому отримав запрошення від львівських «Карпат». Дебютував у футболці «зелено-білих» 13 березня 1996 року в програному (0:1) поєдинку 18-о туру Вищої ліги проти луцької «Волині». В'ячеслав вийшов на поле на 70-й хвилині, замінивши Любомира Вовчука. Дебютним голом за львівську команду відзначився 16 травня 1996 року на 59-й хвилині програного (1:2) домашнього поєдинку 29-о туру Вищої ліги проти запорізького «Торпедо». Єфіменко вдало замкнув головою передачу з фланга від Романа Гнатіва, відправивши від футбольного поля м'яч у ворота «торпедівців». В'ячеслав вийшов на поле на 57-й хвилині, замінивши Колесника. У складі «Карпат» на поле виходив переважно з лави для запасних (з 34-х зіграних матчів — 9 у стартовому складі). Також зіграв 9 матчів (7 голів) у футболці «Карпат-2».
У 1997 році у В'ячеслава завершився контракт зі львівським клубом, а тренерський штаб «зелено-білих» для отримання ігрової практики порадив футболістові перейти у запорізьке «Торпедо». Дебютним голом у футболці «Торпедо» відзначився 18 травня 1998 року на 2-й хвилині програного (1:3) виїзного поєдинку 25-о туру Вищої ліги проти львівських «Карпат». Єфіменко вийшов на поле в стартовому складі, а на 46-й хвилині його замінив Сергій Бабійчук.
У 2000 році на запрошення Володимира Журавчака перейшов у першоліговий ФК «Львів», якому допоміг постісти 5-е місце. Після відновлення від важкої травми (розрив зв'язок) став лідером команди, її найкращим бомбардиром. У кубку України «городяни» того сезону завдяки голами В'ячеслава вдалося обіграти маріупольський «Металург» (2 голи) та дніпропетровський «Дніпро». Проте турнірний шлях львів'ян зупинило київське «Динамо» (1:4). У 2002 році відправився в оренду до берестейського «Динамо», де тренерський штаб випускав українця з лави для запасних. Зіграв у білоруській Вищій лізі 14 матчів, відзначився 3-а голами, в тому числі й 2-а у воротах мінського «Динамо». По завершенні оренди повернувся до Львова, де на Єфіменка вже не розраховували. У 2003 році повернувся до «Титану», де протягом двох років був граючим тренером команди.
У 2005 році зіграв 5 матчів у футболці аматорського клубу «Шахтар» (Свердловськ). Також виступав за «Арсенал» (Джанкой) та «Істочне». По завершенні кар'єри залишився жити в Красноперекопську.

## Особисте життя
Син радянського футболіста Миколи Єфіменка. Молодший брат В'ячеслав на юнацькому рівні також займався футболом.

## Досягнення
- Вища ліга України
  -  Бронзовий призер (1): 1998